# 白髮魔女傳
《白髮魔女傳》共二册，武俠小說作家梁羽生的作品，於1957年8月5日—1958年9月8日發表。本書為《七剑下天山》的前傳，時間是明末万历、泰昌、天啟、崇禎年間，但本故事自身又可獨立成篇。

## 故事大概
明萬曆四十三年（1615年），雲貴總督卓仲廉卸任歸故鄉陝北，途經川陝邊境時巧遇陝北大盜王嘉胤之子王照希，後又遇上綠林女盜“玉羅刹”練霓裳並被劫去財物。隨行護送的武當弟子耿紹南，因傲慢不遜被玉羅剎削去左手二指，以示懲戒，玉羅剎自此與武當派結下樑子。
不久，朝廷發生了“梃擊案”，卓仲廉之子戶部侍郎卓繼賢被人誣陷入獄致死，而太子宮值殿武師孟燦，亦是王照希未婚妻孟秋霞的父親，也被牽連入獄。王照希為救孟燦，和孟秋霞潛入皇宮，在宮中遇見卓仲廉之孫、武當派紫陽道人高徒卓一航，揭穿了福王朱常洵和鄭貴妃的陰謀，為父平反，王照希也救出孟燦。孟燦知自己性命垂危，臨死前告知王、卓二人，滿洲收買了一批朝廷大臣和江湖中人作為內應，他為探查奸細才入宮成為值殿武師，卻得不到任何線索。
卓一航攜父遺骸和西廠高手鄭洪台結伴自京回鄉，途經華山，卓一航獨自上山，結識了一位相貌出眾的少女，兩人彼此間有著好感。不料第二天晚上，卓一航被鄭洪台所邀與多名高手圍攻玉羅刹，卓一航卻發覺昨日相識的少女竟是玉羅刹，大為震驚，兩人不得不拔劍相向。在戰鬥中，卓一航發現圍攻玉羅剎的眾人其中之一便是滿洲奸細應修陽，卓一航始知原來鄭洪台亦是滿洲奸細，自己被他利用對付玉羅剎，於是反過來與玉羅剎聯手打敗鄭洪台等人。旋又結識了一名少年俠士，遼東經略使熊廷弼麾下將官岳鳴珂，玉羅剎與其比劍，方知兩人原是同門。玉羅剎的師父凌慕華（凌雲鳳）和岳鳴珂的師父霍天都本是一對恩愛夫妻，卻因賭氣而分手。其時凌慕華早已逝世，岳鳴珂託師父至交貞乾道人將凌慕華的遺體與劍譜交給霍天都。
歸家不久，祖父卓仲廉得知喪子而悲痛去世，不久卓一航也被人陷害而坐牢，玉羅剎和王照希聞訊後前來相救。劫獄後玉羅剎遭遇武林怪客鐵飛龍，兩人誤鬥一場，後化敵為友，玉羅剎認鐵飛龍為義父。
武當掌門紫陽道長逝世，遺命卓一航為繼任掌門，一眾武當同門在鐵飛龍家中與練相遇，玉羅剎大敗卓的師叔紅雲道人，雙方梁子越來越深。卓一航因身受冤屈，安葬師父之後，與師叔白石道人一同北上申冤。途經河南嵩山少林寺，遇上應熊廷弼之命自陝赴京的岳鳴珂。岳鳴珂碰巧遇見黑道高手“陰風毒砂掌”金獨異，遂展開一場惡鬥卻兩敗俱傷，岳鳴珂幸得賭氣離家的鐵珊瑚（鐵飛龍之女）相救，兩人同赴北京，情意滋生。
進京後適逢即位不久的明光宗朱常洛服食“紅丸”而駕崩。明熹宗朱由校即位，太監魏忠賢和由校乳娘客氏挾天子以令群臣。熊廷弼甫抵京就被矯旨捉拿，幸得岳鳴珂、卓一航、玉羅剎、鐵飛龍等人相救才得以脫險。而這時金獨異之妻紅花鬼母出山約戰鐵飛龍和玉羅剎，兩人裳憑機智、武功擊敗了紅花鬼母，金獨異也再次受到重傷。
之後熊廷弼辭官和岳鳴珂、卓一航及白石等人離京回湖北，玉羅剎與鐵飛龍隨後趕到嵩山相遇。青簑、紅雲二道和玉羅剎狠鬥，雖得少林住持鏡明長老化解，但雙方積怨更深。卓一航回家守孝，玉羅剎聞知朝廷大軍到陝西剿匪，急急趕回。途中遇闖王李自成，獲知自己的山寨已被官軍攻破，餘部逃入四川。旋即入川聚集舊部，與鐵珊瑚在廣元明月峽再立山頭。
此後，朝廷再度任命熊廷弼為遼東經略使，但實權旁落，部下不聽指揮而輕敵冒進，導致全軍覆沒。魏忠賢借機殺害熊廷弼，並派錦衣衛緝拿岳鳴柯，岳鳴珂隻身逃往四川。恰巧卓一航守孝三年期滿，紅雲、白石二道率眾弟子入陝迎接新任掌門，途經廣元，助岳鳴珂脫險。之後玉羅刹現身將卓一航“劫”至明月峽山寨，並表明其心跡。卓一航礙於師門偏見，一時不敢答應。
不料鐵珊瑚率女兵回寨時，竟與以慕容冲為首捉拿岳鳴珂的宮中衛士狹路相逢。岳鳴珂從女兵得知鐵珊瑚遇險，急忙趕來相救。慕容冲欲捉拿岳鳴珂回京，遂以鐵珊瑚要挾。鐵珊瑚不願岳鳴珂喪命，使出殺手絕招與金獨異同歸於盡。岳鳴珂悲痛之餘殺死金獨異。這時玉羅剎和卓一航趕到，卻已太遲，鐵珊瑚在岳鳴珂懷中逝世。傷心之餘，岳鳴珂將冒死帶出的熊廷弼兵書《遼東論》託付給兩人，自己隨後歸隱天山，削髮出家，法號晦明。
白石、紅雲二道為找回卓一航，率弟子與官兵聯手攻破明月峽，縱火焚毀山寨。玉羅剎將剩餘部屬託付給闖王手下的李岩、紅娘子夫妻，與鐵飛龍再度赴京，將轉送《遼東論》給袁崇煥。後卓一航托人捎信給玉羅剎，表明自己心意，她便離京南下武當山。
再說卓一航自明月峽回山後，消極頹唐，除了練武之外，百事不問。空擔掌門之職，諸事都由眾師叔辦理，憂心忡忡的師叔們將這一切歸罪於玉羅剎。當玉羅剎上武當，卓一航決定放下一切隨她而去。但四位師叔和四大弟子圍攻玉羅剎，一場惡鬥，殺得天昏地暗。卓一航面對雙方之爭卻無法化解，難受之餘神智渙散。在四大長老負傷的危急關頭，耿紹南慫恿卓一航發彈助戰，玉羅剎為此傷心欲絕，憤而離去。她本擬一覺睡醒再度殺上山，不料卻發現一夜之間竟頭髮全白，心灰意冷之下，退出中原武林，遠走塞外。她在回疆常找成名人物比武，人稱其為白髮魔女。
玉羅剎走後，卓一航如瘋似狂，不顧一切地衝下武當山，追尋其蹤跡。一番辛苦，直至晦明禪師隱居的天山北高峰，得知玉羅剎隱居於天山南高峰，即冒雪前往尋訪。但玉羅剎不肯諒解和好，卓一航失望而歸，自此在天山南北、草原沙漠中漫遊行俠，收了徒弟辛龍子。從辛龍子口中，尋得傳說中能使白髮變黑的優曇仙花，但該花尚需六十年才能綻放，卓一航決意守候至仙花開放之日。
白石道人攜次女何綠華遠赴回疆尋卓一航回山，沙漠遇敵，白石被擒。卓一航路過救下何綠華，自己也中毒受傷。正在何綠華為卓一航療傷之時，玉羅剎尋到，誤會兩人相好，醋意大發而離去。卓一航無奈，兩人闖敵巢風砂堡營救師叔，卻因敵方高手如雲，遭遇凶險。玉羅剎終不忍見卓一航孤身送死，大鬧風砂堡救卓一航及白石父女脫險。卓一航再次表明心跡，但她卻心灰已極，不聽解釋，飄然遠去，寧願留一點未了之情，彼此相憶。
經風砂堡一戰，白髮魔女威名遠播，無人敢招惹她。而卓一航居於幕士塔格山駝峰之上，仍守候著優曇仙花，不再回轉中原。

## 角色介紹

### 主要人物
- 玉羅剎：本名練霓裳，凌雲鳳(即凌慕華)之徒，曾為狼群所養。出身绿林，喜怒無常，性情更是令人捉摸不定。雖钟情于卓一航，但和武當派有嫌隙。後因傷心過度而一夜白頭，心灰意冷之下遠遁塞外。
- 卓一航：官家子弟，祖父是卸任雲貴總督卓仲廉，父親卓繼賢官至戶部侍郎，武當派掌門紫陽道長之徒。對玉羅剎有情。
- 岳鳴珂：霍天都之徒，熊廷弼的參贊。和卓一航交情甚好。後因熊廷弼和鐵珊瑚之死而心灰意冷，回到天山出家，即日後七劍下天山故事中的三大宗師之一晦明禪師。
- 鐵珊瑚：鐵飛龍之女，玉羅剎的義妹，性格天真無邪，脾氣倔強。愛慕岳鳴珂，後為救心上人而死於金獨異掌下。

### 次要人物
- 鐵飛龍：武林怪客，龙门县鐵家莊莊主，鐵珊瑚之父，也是玉羅剎、客娉婷的義父。
- 紅花鬼母：本姓公孫，為西北怪人公孫一陽之女，金獨異之妻。本領高強。
- 王照希：陝北大盜王嘉胤之子，見識閱歷不凡，和卓一航有交情。
- 孟秋霞：孟燦之女，王照希的未婚妻。曾隨王照希入宮救父。
- 白敏：孟燦之徒，個性單純。
- 穆九娘：原為鐵飛龍之妾。因年齡和丈夫相差甚多而鬱鬱寡歡。鐵飛龍得知後放她自由，最後嫁給紅花鬼母之子公孫雷為妻。
- 客娉婷：紅花鬼母之徒，魏忠賢與客氏之女。因看不慣母親作為，憤而離宮。後拜鐵飛龍為義父、玉羅剎為義姐。

### 武當派
- 紫陽道長：「天下第一劍客」，「武當五老」之首，武當派掌門人。
- 黃葉道人：「武當五老」排行第二，武當長老。
- 白石道人：「武當五老」排行第四，武當長老，俗家姓何。
- 紅雲道人：「武當五老」排行第三，武當長老。
- 青簑道人：「武當五老」排行第五，武當長老。
- 何綺霞：法號慈慧，白石道人之妹。
- 耿紹南：白石道人之徒，曾被玉羅剎削斷兩根手指而對她恨之入骨。
- 何萼華：白石道人長女，和李申時是青梅竹馬。
- 何綠華：白石道人次女，曾至塞外尋找卓一航而遭練霓裳誤會。
- 李申時：李天揚與何綺霞之子，龍嘯雲之徒，後拜黃葉道人為師。

### 少林派
- 鏡明長老：少林寺住持。
- 尊勝禪師：少林監寺，鏡明長老的師弟。
- 悟淨：少林弟子。
- 玄通：尊勝禪師之徒。
- 天元：少林寺達摩院上座，後成為少林寺主持，鏡明長老的首徒。

### 其他
- 熊廷弼：遼東經略，忠心護國。為人直爽不拘小節，兵敗後遭斬首。
- 袁崇焕：書中僅為小官。受玉羅剎試練，得熊廷弼遺書。
- 杨涟：兵部給事中，弹劾魏忠賢不成而死。其子楊雲驄在玉羅剎引薦下拜岳鳴珂為師。
- 貞乾道人：卓一航、岳鳴珂和玉羅剎三人的師父都和貞乾道人交情甚好，岳鳴珂曾托他將凌雲鳳的劍譜交給師父霍天都。
- 柳西銘：京中名武師。和王照希之父王家胤、孟燦、白石道人都有交情。
- 龍達三：長安鏢局總鏢頭。和鐵飛龍、白石道人交情甚好。
- 孟燦：王照希岳父，為探查私通滿洲的內應而進宮成為太子(明光宗)的值殿武師，後遭人陷害，傷重死亡。
- 慕容冲：本為魏忠賢手下，武功高強。後得知魏忠賢私通滿洲，不願助紂為虐，離開官場。
- 李天揚：何綺霞的前夫，李申時之父。因貪圖富貴而和妻子仳離。最後痛改前非，拋棄榮華富貴和妻兒團聚。
- 龍嘯雲：峨嵋派高手，李申時的師父。

### 反派
- 魏忠贤：主要反派，主东厂，專擅朝政，私通滿洲。殺熊廷弼、东林党人。
- 客氏：客娉婷之母，明熹宗朱由校之乳母，和魏忠賢勾結。
- 金獨異：紅花鬼母的丈夫，公孫一陽的弟子。魏忠賢手下，私通滿洲。在熊廷弼死後，欲抓岳鳴珂回京，卻和鐵珊瑚兩敗俱傷，當場死於岳鳴珂劍下。
- 應修陽：魏忠賢手下，私通滿洲。後被客娉婷設計所擒，死在玉羅剎手上。
- 連城虎：魏忠賢手下，私通滿洲。在魏忠賢死後，逃至回疆，後被玉羅剎所殺。
- 鄭洪台：西廠第一高手，私通滿洲。死在玉羅剎手下。
- 雲燕平：魏忠賢手下，私通滿洲。
- 金千巖：金獨異的姪子。

## 作品目次
- 第一回　鐵矢神弓　少年扶巨宦　金鞍寶馬　大盜震虛聲
- 第二回　震動京華　驚傳梃擊案　波翻大內　巧遇夜行人
- 第三回　手足相殘　深宮騰劍氣　恩仇難解　古洞結奇緣
- 第四回　七絕陣成空　大奸授首　卅年情若夢　石壁留經
- 第五回　平地波瀾　奸人施毒手　小城烽火　密室露陰謀
- 第六回　月夜訴情懷　孽緣糾結　荒山鬥奇士　劍掌爭雄
- 第七回　劍譜惹奇災　風波疊起　掌門承重托　誤會橫生
- 第八回　謙謝掌門　情緣難斬斷　難收覆水　恨意未全消
- 第九回　江湖術士　施詐騙紅丸　穎異少年　有心求劍訣
- 第十回　劍術通玄　天山傳俠客　京華說怪　內苑出淫邪
- 第十一回　糜爛嘆宮闈　英雄氣短　蜩螗悲國事　俠士心傷
- 第十二回　塊壘難消　傷心悲國事　權奸弄柄　設計害將軍
- 第十三回　風雨多經　斷腸遺舊恨　市朝易改　歷劫賸新愁
- 第十四回　名將胸襟　女魔甘折服　秘魔崖下　鬼母逞豪強
- 第十五回　神劍施威　膽寒驚絕技　毒珠空擲　心冷斂鋒芒
- 第十六回　父子喜相逢　指揮解甲　忠奸難並立　經略歸農
- 第十七回　珠寶招強人　荒林惡鬥　神威折魔女　羣盜傾心
- 第十八回　冤獄毀長城　將星搖落　苦心護良友　劍氣騰空
- 第十九回　孽債難償　問花花不語　前緣未證　對月月無言
- 第二十回　一曲簫聲　竟成廣陵散　多年夢醒　慚作未亡人
- 第二十一回　毀寨賸餘哀　情留塊土　試招餘一笑　慨贈藏珍
- 第二十二回　六月飛霜　京城構冤獄　深宮讀摺　俠女送奇書
- 第二十三回　劍氣騰霄　三番驚大內　宮闈窺秘　一憤走天涯
- 第二十四回　轉念棄屠刀　深仇頓解　真情傳彩筆　舊侶難忘
- 第二十五回　蓮出污泥　決心離父母　胸無雜念　一意會情郎
- 第二十六回　劍闖名山　紅顏覓知己　霞輝幽谷　白髮換青絲
- 第二十七回　無意留名　少年求庇護　懺情遺恨　公子苦相尋
- 第二十八回　塞外收徒　專心傳劍法　天涯訪友　一意覓伊人
- 第二十九回　空谷傳聲　伊人仍不見　荒山露跡　奸黨有陰謀
- 第三十回　天際看寒星　情懷惘惘　草原驚惡鬥　劍氣森森
- 第三十一回　幽恨寄遙天　相思種種　琴聲飛大漠　誤會重重
- 第三十二回　漠漠黃沙　埋情傷隻影　迢迢銀漢　傳恨盼雙星

## 作品相关
《白发魔女傳》一書可独立成篇，和其他前作续作连接不甚紧密，人物在其他书中实大不相同，而拍摄的作品也多改编。

## 改編作品

### 电影
- 1980年：《白髮魔女傳》，导演為张鑫炎，由他及梁治强執筆改編，男女主角卓一航及练霓裳則由方平及鮑起靜飾演。

- 1993年：《白髮魔女傳》，导演為于仁泰，執筆改編的則有導演本身、林纪陶及胡大为，男女主角卓一航及练霓裳則由张国荣及林青霞飾演。

- 1993年：《白髮魔女2》，續集电影，导演為胡大为，男女主角卓一航及练霓裳則由张国荣及林青霞飾演。

- 2014年：《白发魔女传之明月天国》，3D电影，导演為张之亮，范冰冰和黄晓明主演。

- 2020年：《白髮魔女傳》，網絡電影，导演為周天宇，張維娜、施駿喆主演，徐少強、張琪特別出演。

### 电视剧
- 1977年：《白髮魔女傳》，在佳藝電視播出，由李麗麗、白彪、文雪兒、羅樂林、魏秋樺等主演，1977年4月25日首播，共40集。

- 1986年：《白髮魔女傳》，亞洲電視出品，監製：王心慰。主演：魏秋樺、曾偉權、陳觀泰、黃造時、良鳴、鮑漢琳、曹達華。

- 1995年：《白髮魔女傳》由蔡少芬、何寶生主演。較原著更增悲劇色彩。監製蕭顯輝，共20集。

- 1999年：《白髮魔女》由蒋勤勤、张智霖、林芳兵、陈俊生、张恒主演，使用阿牛《爱我久久》为主题曲，于2000年在香港亞洲電視首播，2001年由湖南卫视在内地首播。整部电视剧分为二部分《一代侠女》和《白发侠女》情节内容也随之增加。但和原著差异极大。

- 2012年《新白发魔女传》由吳奇隆、馬蘇、樊少皇、郭珍霓、葉祖新、李解、田麗主演，于2012年在湖南衛視首播。

### 漫畫
- 為1993電影漫畫版本，崔成安和嚴志超聯合編繪，全一卷，玉皇朝出版。

### 遊戲
- 白髮魔女傳：北京稻草熊科技製作，2013年7月12日發行的網絡遊戲。